# Bargmannia gigas
Bargmannia gigas är en nässeldjursart som beskrevs av Grace Odel Pugh 1999. Bargmannia gigas ingår i släktet Bargmannia och familjen Agalmatidae. Inga underarter finns listade i Catalogue of Life.